# Cuatexmola
Cuatexmola är en ort i Mexiko.   Den ligger i kommunen Ixtacamaxtitlán och delstaten Puebla, i den sydöstra delen av landet, 140 km öster om huvudstaden Mexico City. Cuatexmola ligger 3 167 meter över havet och antalet invånare är 961.
Terrängen runt Cuatexmola är huvudsakligen kuperad, men norrut är den bergig. Cuatexmola ligger uppe på en höjd. Runt Cuatexmola är det ganska tätbefolkat, med 70 invånare per kvadratkilometer. Närmaste större samhälle är Libres, 15,3 km öster om Cuatexmola. I omgivningarna runt Cuatexmola växer i huvudsak blandskog.